# La Gimond
La Gimond é uma comuna francesa na região administrativa de Auvérnia-Ródano-Alpes, no departamento de Loire. Estende-se por uma área de 3,37 km². Em 2010 a comuna tinha 288 habitantes (densidade: 85,5 hab./km²).